# U-18-Faustball-Weltmeisterschaft der Männer 2009
Die 3. Faustball-Weltmeisterschaft der männlichen Jugend u18 fand vom 1. bis 4. Januar 2009 in Swakopmund (Namibia) zeitgleich mit der WM der weiblichen Jugend u18 statt. Namibia war erstmals Ausrichter einer Jugend-Faustball-Weltmeisterschaft.

## Teilnehmer
Insgesamt sechs Nationen von drei Kontinenten nahmen an den dritten Weltmeisterschaften der männlichen U18 teil.
| Europa - Deutschland - Österreich - Schweiz | Südamerika - Brasilien - Chile | Afrika - Namibia |

## Vorrunde
| 1. Januar 2009 | Brasilien   | – | Namibia     | 3:0 | (11:5, 11:8, 11:5)        |
| 1. Januar 2009 | Chile       | – | Deutschland | 0:3 | (1:11, 8:11, 4;11)        |
| 1. Januar 2009 | Österreich  | – | Schweiz     | 0:3 | (7:11, 5:11, 8:11)        |
| 1. Januar 2009 | Namibia     | – | Chile       | 3:0 | (11:8, 11:6, 11:7)        |
| 1. Januar 2009 | Brasilien   | – | Schweiz     | 3:0 | (15:14, 11:5, 11:9)       |
| 1. Januar 2009 | Deutschland | – | Österreich  | 3:0 | (11:3, 11:4, 11:8)        |
| 2. Januar 2009 | Brasilien   | – | Deutschland | 1:3 | (11:13, 4:11, 11:8, 9:11) |
| 2. Januar 2009 | Namibia     | – | Österreich  | 1:3 | (8:11, 12:10, 8:11, 2:11) |
| 2. Januar 2009 | Deutschland | – | Schweiz     | 3:0 | (11:4, 11:7, 11:6)        |
| 2. Januar 2009 | Chile       | – | Österreich  | 1:3 | (11:9, 3:11, 8:11, 7:11)  |
| 2. Januar 2009 | Schweiz     | – | Namibia     | 3:0 | (11:2, 11:5, 11:5)        |
| 2. Januar 2009 | Brasilien   | – | Chile       | 3:0 | (11:5, 11:5, 11:6)        |
| 3. Januar 2009 | Brasilien   | – | Österreich  | 3:0 | (11:2, 11:4, 13:11)       |
| 3. Januar 2009 | Namibia     | – | Deutschland | 0:3 | (5:11, 8:11, 4:11)        |
| 3. Januar 2009 | Chile       | – | Schweiz     | 0:3 | (6:11, 2:11, 6:11)        |

## Zwischenrunde
| 3. Januar 2009 | Österreich | – | Namibia | 3:1 | (11:4, 11:9, 8:11, 11:9) |

## Halbfinale
Der Sieger der Vorrunde ist direkt für das Finale qualifiziert. Der Zweit- und Drittplatzierte spielten in einem Halbfinale den zweiten Finalisten aus.
| 3. Januar 2009 | Brasilien | – | Schweiz | 1:3 | (7:11, 7:11, 12:10, 9:11) |

## Finalspiele
| Spiel um Platz 5 | Spiel um Platz 5 | Spiel um Platz 5 | Spiel um Platz 5 | Spiel um Platz 5 | Spiel um Platz 5                 | Spiel um Platz 5 |
| ---------------- | ---------------- | ---------------- | ---------------- | ---------------- | -------------------------------- | ---------------- |
| 4. Januar 2009   | Chile            | –                | Namibia          | 3:2              | (14:12, 11:5, 2:11, 2:11, 11:7)  |                  |
| Spiel um Platz 3 |                  |                  |                  |                  |                                  |                  |
| 4. Januar 2009   | Österreich       | –                | Brasilien        | 0:3              | (8:11, 6:11, 8:11)               |                  |
| Finale           |                  |                  |                  |                  |                                  |                  |
| 4. Januar 2009   | Deutschland      | –                | Schweiz          | 3:2              | (15:13, 9:11, 9:11, 12:10, 11:4) |                  |

## Schiedsrichter
Vier Schiedsrichter aus vier Nationen leiteten die Spiele der U18-Weltmeisterschaft in Namibia.
- Karl Hinterreiter  Österreich
- Jürgen Albrecht  Deutschland
- Reto Mähr  Schweiz
- Peter Steinkopff  Namibia

## Platzierungen
| Rang | Land        |
| ---- | ----------- |
| 1.   | Deutschland |
| 2.   | Schweiz     |
| 3.   | Brasilien   |
| 4.   | Österreich  |
| 5.   | Chile       |
| 6.   | Namibia     |